# Dolmen du Bois de la Grande-Bay

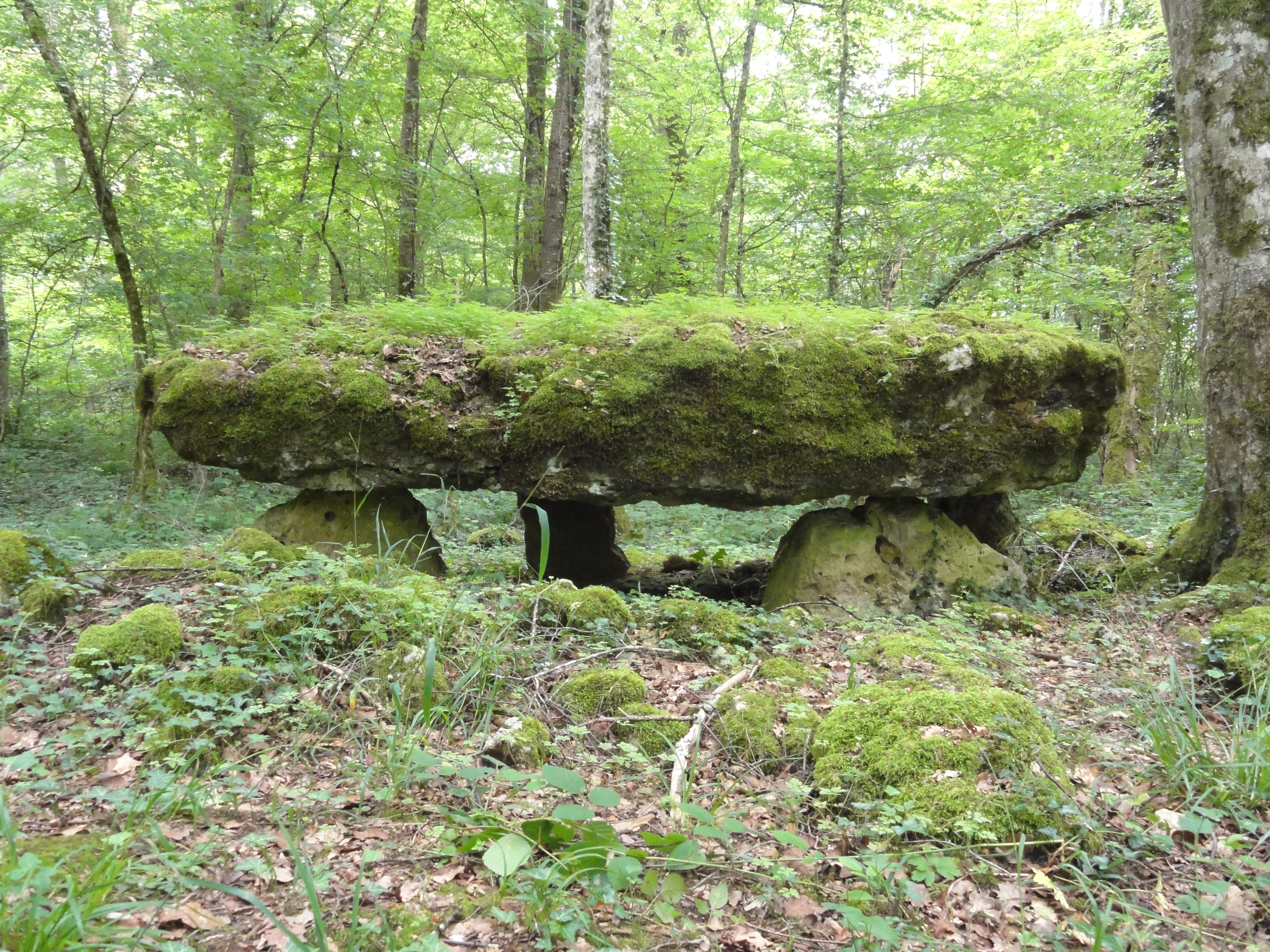
Dolmen du Bois de la Grande-Bay

Der Dolmen du Bois de la Grande-Bay befindet sich östlich von Rochefort-sur-la-Côte im Zentrum des Départements Haute-Marne in Frankreich. Dolmen ist in Frankreich der Oberbegriff für neolithische Megalithanlagen aller Art (siehe: Französische Nomenklatur).

## Beschreibung
Der Dolmen wurde 2005 ausgegraben und restauriert. Es ist etwa 3,0 m lang und 1,5 m breit. Er ist von einem 0,30 m hohen, etwa 9,0 m langen und 6,0 m breitem trapezförmigen Cairn umgebenen.
Plattenmaße
- Westplatte:  1,20 m × 0,76 m × 0,32 m
- Ostplatte:   0,77 m × 0,79 m × 0,30 m
- Südplatte:   0,78 m × 0,70 m × 0,31 m
- Deckstein:   3,50 m × 1,80 m × 0,50 m

Vor der Restaurierung wurde der imposante Deckstein nur von drei kleinen Orthostaten gestützt, zwei auf der Nord- und einer an der Südteil. Bei der Sanierung wurde an der Südseite ein zweiter hinzugefügt. An der Ost- und Westseite wurden kaum Platten gefunden. Die wenigen Platten auf der Ostseite können darauf hinweisen, dass der Zugang an dieser Seite lag. Der größte Teil des Kammerbodens besteht aus dem natürlichen Grundgestein.

## Ausgrabungen
Die archäologische Ausgrabung der geplünderten Anlage hat nur Splitter menschlicher Knochen (darunter mindestens zwei Kinder und zwei Erwachsene), einige Abschläge aus Feuerstein und zerscherbte Keramik erbracht. Die C14-Datierung der Knochenreste weist auf eine Verwendung Des Dolmens im späten Neolithikum (etwa 3290 ± 110 v. Chr.) hin.

## Legende
Der Legende nach erhebt sich der Deckstein am Weihnachtstag und offenbart einen Schatz. Wer ihn nimmt, muss nach Hause gehen, ohne die Augen zu öffnen, sonst verwandelt sich der Schatz in Steine.